# Luigi Dardani
Luigi Dardani, de son nom complet Carlo Luigi Baldassare Dardani, né le 20 septembre 1723 à Bologne et mort le 26 janvier 1787 dans la même ville, est un sculpteur néoclassique italien du XVIIIe siècle actif principalement à Bologne. 

## Biographie
Il est né le 20 septembre 1723 à Bologne, dans la paroisse San Giovanni in Monte (en) et était le fils d'Antonio Dardani et de Caterina Giovanini. Alors qu'il était encore très jeune, il apprend les premières notions du dessin de son père Antonio comme ses frères Angelo et Francesco, qui ont aussi eu des cours de dessin très jeunes. À la mort de son père, en 1735, il devient élève de Giuseppe Carlo Pedretti. Même s'il est devenu plus tard prêtre séculier à la Basilique San Petronio en tant que mansionario, il n'a jamais quitté la pratique de l'art. Alors qu'il venait de perdre son père, Luigi Dardani, son frère et sa mère ont déménagé à Medicina.
Après avoir terminé sa formation ecclésiastique, il est devenu intéressé par les études anatomiques qui se déroulaient à l'Académie des sciences de l'institut de Bologne. Il a donc pris contact avec le peintre, plasticien, et sculpteur bolognais Ercole Lelli, qui était, depuis 1742, responsable de la modélisation des statues et des préparations anatomiques pour la salle anatomique de l'institut. Dardani et Lelli ont eu une relation étroite entre 1745 et 1746 avant que Dardani ne rejoigne les rangs de Giovanni Manzolini. Il devait avoir une connaissance approfondie de la préparation artistique et technique du domaine plastique puisqu'il lui arrivait de remplacer Manzolini avec des artistes tels que Domenico Piò, Ottavio et Nicola Toselli et le très expérimenté Ercole Lelli.
Les œuvres à la cire de Dardani sont inconnues à ce jour puisque Lelli avait l'habitude d'apparaître comme l'auteur principal, ses assistants travaillant dans l'ombre. C'est cette attitude de Lelli qui avait provoqué le détachement de Manzolini qui avait plus tard fondé sa propre académie d'art. Dardani avait néanmoins une certaine autonomie de travail puisqu'il avait comme consultant direct le docteur et chirurgien-graveur Cesare Boari. Après avoir terminé les travaux parrainés par Benoît XIV de la chambre anatomique, il a continué à effectuer des modèles anatomiques, cette fois-ci, pour le chirurgien réputé Pier Paolo Molinelli et quelques autres clients italiens et étrangers. Ses nombreuses années d'expérience en œuvres plastiques à la cire et à l'argile ont été tellement importants pour l'artiste que pour les prochaines années à suivre, elles vont constituer sont moyen d'expression artistique quasi-exclusif. Ses contemporains n'ont pas de notices de ses œuvres autres que plastiques et le reconnaissent comme étant sculpteur. Dardani a aussi effectué des portraits, avec les parties anatomiques du corps exécutées en cire et le reste avec du tissu pour les robes, des perruques et d'autres accessoires.
Parmi les portraits en cire de ce type, on peut retrouver encore aujourd'hui deux portrait de Francesco Zambeccari, l'une qui se trouve au Palais Davia Bargellini, et l'autre, arborant quelques variations vestimentaires, appartenant à une collection privée. Une troisième œuvre du type, un buste du doyen Garofali, a disparu de la carte. Selon l'Oretti, il aurait aussi effectué des images sacrées à la cire colorée, images qui ne peuvent plus être retrouvées : un Saint Philippe Néri, envoyé à l'Oratoire des Philippins à Rome, un Saint François Xavier et un Saint Onuphre pour des particuliers, et, encore une fois aux Philippins, un Saint Philippe Néri et Saint Charles Borromée vêtus d'habits réalistes. L'Oretti mentionne aussi une crèche faite en cire. L'écrivain italien parle aussi d'une importante collection d'œuvres en terre cuite, en stuc et peut-être même en papier mâché, effectuée par Dardani. Pour le jardin de la Casa Japelli, Dardani avait aussi créé quatre statues dédiées au saisons et quatre autres en terre cuite aujourd'hui disparues. Dans la basilique San Martino Maggiore de Bologne, sont mentionnées dans le guide de l'Oretti sur Bologne des chérubins et des séraphins en stuc effectuées par Dardani et qui sont aujourd'hui encore très bien conservés. 
Dardani a aussi travaillé pour des mécènes religieux de l'Archidiocèse de Bologne et de diocèses voisins notamment pour la création de statues de Saints pouvant être amenées en procession et qui pouvaient être facilement placées dans les niches des autels. S'y trouvent notamment des œuvres similaires envoyées à la Compagnia della Morte di Faenza, un Saint Joseph pour l'Église San Zeno de Ferrare, une Immaculée Conception et un Saint Zénon pour les frères mineurs d'Argenta et un Saint Pierre d'Alcántara pour les frères de Portomaggiore. 
Il est devenu très renommé pour son travail non seulement par ses clients, mais aussi par le milieu académique à Bologne. Sa reconnaissance lui a valu d'être nommé Universitaire d'honneur par l'Accademia Clementina (aujourd'hui l'Académie des beaux-arts de Bologne) le 2 janvier 1766. Il était très proche de ses parents et avait même gardé avec lui quatre peintures de son oncle Paolo. Il décède à Bologne le 26 janvier 1787.